# King of the Road (Roger Miller)
King of the Road (in italiano Re della strada) è una novelty del 1965 scritta e originariamente interpretata dal cantante country Roger Miller.

## Il brano
Il testo del brano racconta la storia di un uomo che conduce una vita da nomade ed è continuamente in viaggio, probabilmente un musicista di strada (Miller stesso, infatti, era stato un musicista di strada). Ciononostante, l'uomo si sente "libero" e descrive ironicamente se stesso come "re della strada".
La canzone fu scritta all'Idanha Hotel di Boise, nell'Idaho. Durante una intervista nei primi anni settanta, Miller menzionò di aver scritto il brano nell'area di Chicago. Il disco singolo contenente il brano ebbe un notevole successo, raggiungendo la quarta posizione nella Billboard Hot 100, e la prima nella classifica Country & Easy Listenint.
Al verso "no pool, no pets, I ain't got no cigarettes" ha fatto più volte riferimento Christopher McCandless durante il suo viaggio in Alaska.

## Cover
Il brano nel corso degli anni è stato oggetto di numerosissime cover, registrate da importanti artisti, fra i quali si ricordano principalmente Dean Martin, Jack Jones, Boney M., R.E.M., Johnny Paycheck, Boxcar Willie, Randy Travis, Rangers, James Kilbane, John Stevens, the Statler Brothers, Rufus Wainwright, Giant Sand, The Proclaimers, Ray Conniff Singers e i The Reverend Horton Heat.

## Uso nei media
La canzone è stata utilizzata nella colonna sonora del film del 1976 Im Lauf der Zeit di Wim Wenders. Inoltre è possibile sentirla anche in Ricky Bobby - La storia di un uomo che sapeva contare fino a uno, I segreti di Brokeback Mountain, Into the Wild e in Swingers.
Nel 2006 una reinterpretazione di King of the Road, con il testo modificato è stata registrata da Bobby Solo per la campagna pubblicitaria del numero telefonico 1288 della Telecom. La canzone è stata intitolata semplicemente La canzone del Pelotto, in riferimento alla mascotte degli spot.

## Queen of the House
Nello stesso anno della pubblicazione del singolo King of the Road, fu pubblicato un brano di risposta dalla cantante Jody Miller dal titolo Queen of the House (in italiano Regina della casa). Mantenendo la melodia del brano di Roger Miller, il testo di Queen of the House, scritto da Mary Taylor, raccontava la vita quotidiana di una casalinga.